# Episodi di Cuore e batticuore (seconda stagione)
La seconda stagione della serie televisiva Cuore e Batticuore è stata trasmessa negli Stati Uniti in prima visione dall'11 novembre 1980 al 26 maggio 1981 sulla ABC.
In Italia è andata in onda a partire dal 20 dicembre 1981 ogni domenica in prima serata su Rai 2, per poi passare, dal 12 gennaio 1982, dal lunedì al venerdì, senza mantenere completamente l'ordine cronologico originale degli episodi.
| n° | Titolo originale                  | Titolo italiano                         | Prima TV USA     | Prima TV Italia  |
| -- | --------------------------------- | --------------------------------------- | ---------------- | ---------------- |
| 1  | Murder, Murder On The Wall        | Una stanza da 5 milioni di dollari      | 11 novembre 1980 | 20 dicembre 1981 |
| 2  | What Murder?                      | Telescopio sul delitto                  | 18 novembre 1980 | 10 marzo 1983    |
| 3  | This Lady is Murder               | Un'ora di bicicletta                    | 25 novembre 1980 | 1º febbraio 1983 |
| 4  | Murder is Man's Best Friend       | Il delitto è il miglior amico dell'uomo | 9 dicembre 1980  | 18 gennaio 1982  |
| 5  | 'Tis the Season To Be Murdered    | Il guastafeste                          | 16 dicembre 1980 | 2 febbraio 1983  |
| 6  | Murder Wrap                       | Sfasciate quella mummia                 | 6 gennaio 1981   | 3 febbraio 1983  |
| 7  | Murder In Paradise                | Un pappagallo di nome Croquet           | 13 gennaio 1981  | 11 gennaio 1982  |
| 8  | Ex-Wives Can Be Murder            | Il passato ritorna                      | 20 gennaio 1981  | 12 gennaio 1982  |
| 9  | Murder is a Drag                  | Errore di persona                       | 3 febbraio 1981  | 22 gennaio 1982  |
| 10 | Hart-Shaped Murder                | Delitto a forma di cuore                | 10 febbraio 1981 | 25 gennaio 1981  |
| 11 | Slow Boat to Murder               | Il capro espiatorio                     | 17 febbraio 1981 | 19 gennaio 1982  |
| 12 | Murder in the Saddle              | Veleno                                  | 24 febbraio 1981 | 26 gennaio 1982  |
| 13 | Homemade Murder                   | Omicidio fatto in casa                  | 3 marzo 1981     | 13 gennaio 1982  |
| 14 | Solid Gold Murder                 | Oro massiccio                           | 24 marzo 1981    | 14 gennaio 1982  |
| 15 | Getting Aweigh with Murder        | Farla franca                            | 14 aprile 1981   | 15 gennaio 1982  |
| 16 | The Murder of Jonathan Hart       | Hanno ucciso Jonathan Hart              | 28 aprile 1981   | 20 gennaio 1982  |
| 17 | The Latest In High Fashion Murder | Delitto di alta moda                    | 5 maggio 1981    | 21 gennaio 1982  |
| 18 | Operation Murder                  | Delitto in camice bianco                | 12 maggio 1981   | 27 gennaio 1982  |
| 19 | Murder Takes A Bow                | La prova generale                       | 19 maggio 1981   | 28 gennaio 1982  |
| 20 | Blue Chip Murder                  | La camera blindata                      | 26 maggio 1981   | 29 gennaio 1982  |